# Johann Karl Fetzer
Johann Karl Fetzer (* 14. September 1768 in Rheinfelden; † 3. Februar 1847 ebenda; heimatberechtigt in Rheinfelden) war ein Schweizer Politiker. Von 1803 bis 1837 war er Regierungsrat des Kantons Aargau.

## Biografie
Der Sohn von Franz Anton Fetzer, dem Landschreiber der vorderösterreichischen Herrschaft Rheinfelden, studierte Recht an der Albert-Ludwigs-Universität in Freiburg im Breisgau. Anschliessend war er in verschiedenen Positionen der vorderösterreichischen Verwaltung beschäftigt. Nachdem er zunächst in der französischen Armee gedient hatte, trat Fetzer nach Beginn der Koalitionskriege zur österreichischen Armee über und war im Stab von Fürst Karl Philipp zu Schwarzenberg. 1802/03 war er im kurzlebigen Kanton Fricktal Präsident der Verwaltungskammer.
Nach der Vereinigung des Fricktals mit dem Kanton Aargau durch die Mediationsakte wurde Fetzer 1803 in den Grossen Rat gewählt und von diesem daraufhin in die Regierung entsandt. Jährlich mit Johannes Herzog abwechselnd, stand er zwischen 1816 und 1832 als Landammann der Kantonsregierung vor. Von 1810 bis 1829 vertrat Fetzer insgesamt zehnmal den Kanton Aargau bei den eidgenössischen Tagsatzungen. 1837 trat er aus der Regierung zurück, zwei Jahre später gab er auch sein Mandat im Grossen Rat auf.